# 佩什瓦

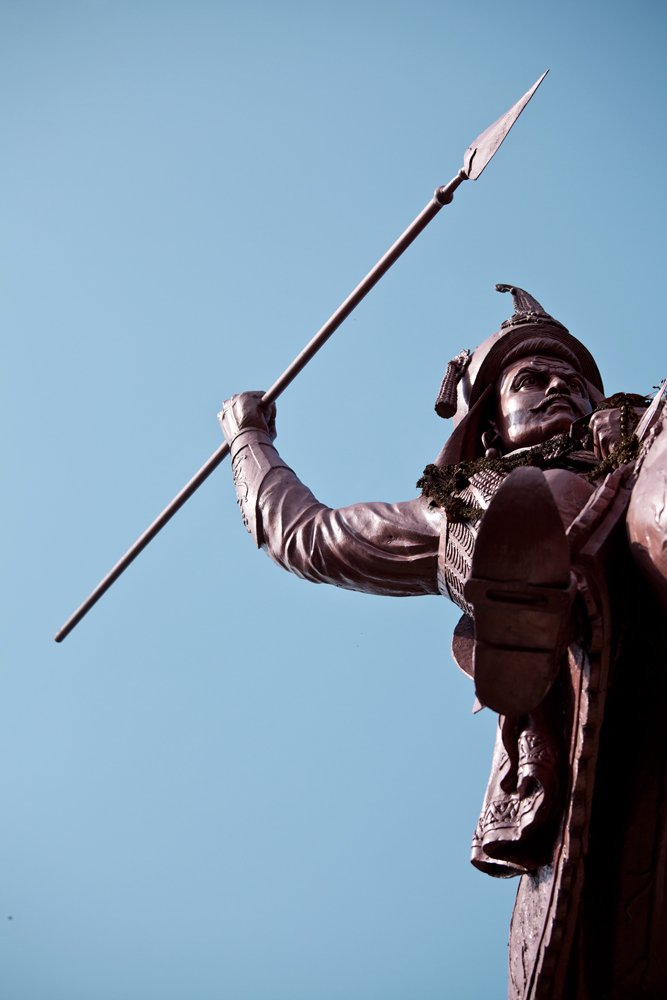
巴吉拉奥一世為巴特家族出身的第二任佩什瓦

佩什瓦（Peshwa）是相當於馬拉塔帝國宰相的頭銜，其權力僅次於帝國統治者賈特拉帕蒂，佩什瓦最初由馬拉塔帝國統治者任命，直到1749年夏胡一世去世後，該職位成為帝國實際掌權者巴特家族世襲的頭銜。而當馬拉塔帝國於1761年第三次帕尼帕特战役戰敗後，佩什瓦的權威開始削弱，最終逐步演變為名義上馬拉塔帝國首腦的虛銜。
佩什瓦之名源自波斯语，其原意是「最重要的、領導者」。早在1397年，巴赫曼尼苏丹国的首相便已採用佩什瓦的稱號，16至17世紀間的艾哈邁德訥格爾蘇丹國和阿迪勒·沙阿王朝亦延續使用該頭銜。馬拉塔帝國的開國君主希瓦吉於1674年加冕後，他任命莫羅潘特·特里姆巴克·平格爾擔任帝國的第一任佩什瓦。